# حسين ياحي
حسين ياحي مواليد 25 أبريل 1960 في المدنية، الجزائر، هو لاعب كرة قدم جزائري دولي سابق كان يلعب كلاعب وسط. اعتزل اللعب عام 1991. سبق له أن لعب في كأس العالم لكرة القدم مع منتخب بلاده. بدأ مسيرته الرياضية عام 1978.

## المسيرة الاحترافية

### أندية لعب لها
- شباب بلوزداد
- نادي لينفيلد

## روابط خارجية
- حسين ياحي على موقع الاتحاد الدولي (مؤرشف)  (الإنجليزية)
- حسين ياحي على موقع قاعدة بيانات كرة القدم.إي يو (الإنجليزية)
- حسين ياحي على موقع ناشيونال فوتبول تيمز (الإنجليزية)
- حسين ياحي على موقع عالم كرة القدم.نت (الإنجليزية)
- حسين ياحي على موقع أوليمبيديا (الإنجليزية)